# کاشیدار
کاشیدار، روستایی است از توابع بخش چشمه‌ساران شهرستان آزادشهر در استان گلستان ایران واقع شده است. این روستا آب و هوایی معتدل و کوهستانی دارد. کاشیدار از روستاهای بسیار قدیمی منطقه خود است، وجود قبرستان‌های قدیمی و آثار تاریخی برجا مانده بیانگر این موضوع می‌باشد. بنابر اطلاعات اهالی در این روستا تولید کاشی، کوزه و سفال بسیار رواج داشته، که به همین دلیل اسم روستا کاشیدار نامگذاری شده است. اسم قدیمی و کهن این روستا چنشک بوده و در حال حاضر بقایای این تمدن در اطراف روستا مشهود است. بر اساس اطلاعات موجود، روستای کاشیدار در استان گلستان ایران واقع شده است و دارای جاذبه‌های گردشگری و مذهبی است.
در اینجا چند مورد از افراد مشهور مرتبط با این روستا ذکر شده است:
```
* آقای یحیی تیموری: معلم بازنشسته روستا که نقش زیادی در پیشرفت تحصیلی دانش‌آموزان روستا داشته و در فعالیت‌های عمرانی روستا از جمله ساخت مدرسه و مسجد و توسعه حرم امامزاده و دیگر برنامه‌های زیر بنایی و عمرانی روستا مانند تجهیز دبیرستان فعالیت داشته است.
```

## جمعیت
این روستا در دهستان چشمه‌ساران قرار دارد و براساس سرشماری مرکز آمار ایران در سال ۱۳۸۵، جمعیت آن ۱۴۳۳ نفر (۳۶۲خانوار) بوده است. در حال حاضر جمعیت این روستا با نرخ رشد ۰٫۹ طبق سرشماری مرکز آمار ایران در سال ۱۳۹۵ تعداد ۱۵۶۶ نفر (۴۵۰ خانوار) اعلان شده است.

## موقعیت جغرافیایی
موقعیت قرارگیری روستای کاشیدار در دامنه کوهستان است و بر اساس تقسیمات اقلیمی در منطقه‌ای معتدل کوهستانی واقع شده است.
این روستا در ۵۵ درجه و ۳۵ دقیقه طول شرقی و ۳۶ درجه و ۵۵ دقیقه طول عرض شمالی واقع شده است. تابش خورشید در این منطقه به صورت تقریبی ۱۲۶ درجه زاویه دارد؛ و ارتفاع روستا از سطح دریا ۱۳۷۱ متر است.

## مکان‌های دیدنی

### کوهزریوان
قله زریوان در قسمت شرقی روستای کاشیدار واقع شده است. این قله در امتداد رشته کوه البرز می‌باشد و ارتفاع آن ۲۵۵۵ است. در قسمت جنوبی این قله، میدان سرسبز اَشک میدان واقع شده، این دشت هموار دارای قبرستان کهن و قدیمی می‌باشد، که نشانه‌های از تمدن و زندگی کهن را در خود جای داده است. اطراف کوه با جنگل‌های از درختان بلوط، راش و اورس پوشیده شده و در کوهپایه آن چشمه‌های سرد و سرشار از آب‌های معدنی جاری است.

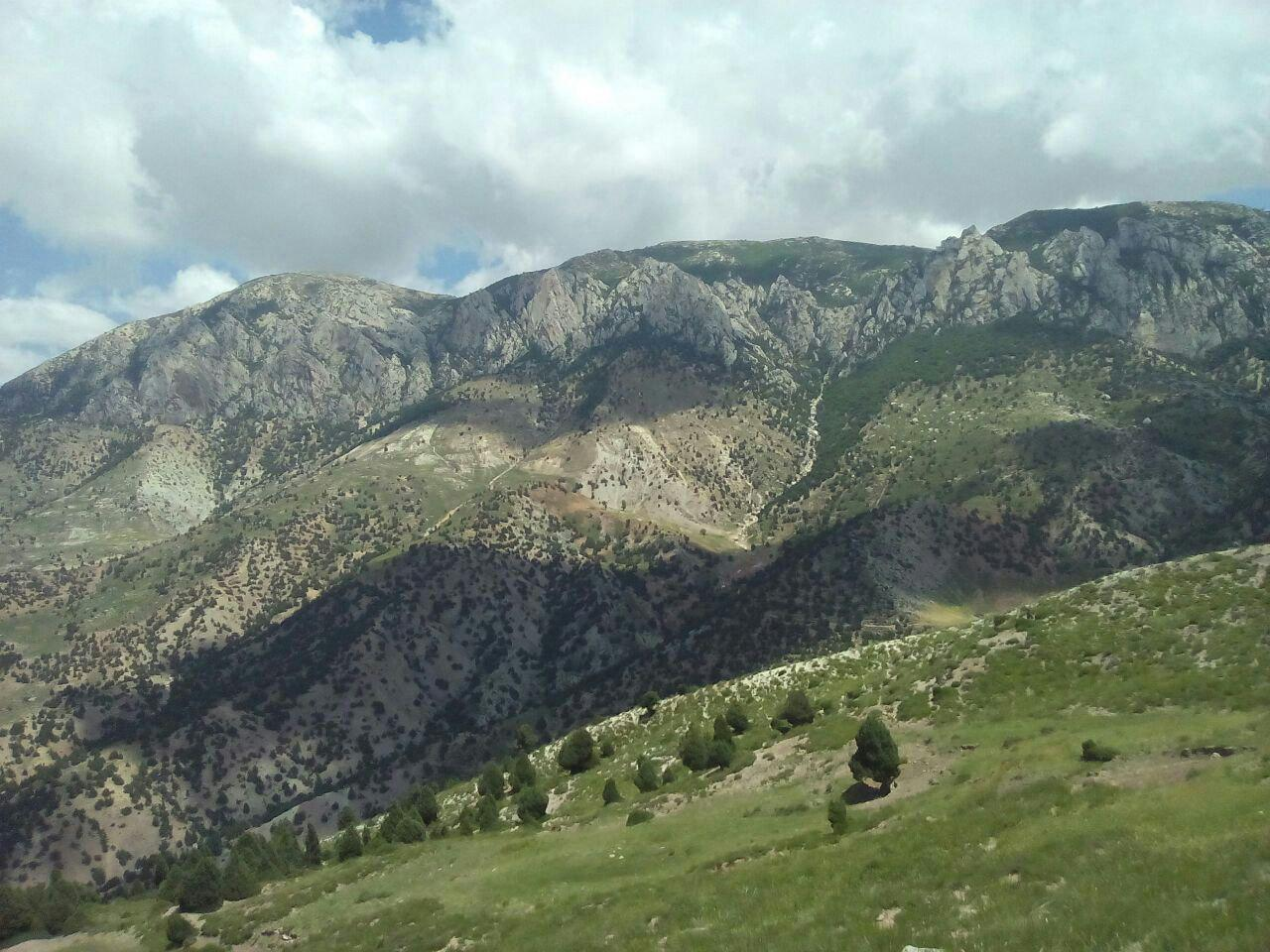
روستای کاشیدار- نمایی از کوه زریوان

### قزقلعه
قزقلعه در قسمت جنوب روستای کاشیدار و در کنار جاده‌ای که از این روستا عبور می‌کند، واقع شده است. قزقلعه بر روی کوه و صخره‌های مرتفع ساخته شده است. این قلعه به صورت دژ دفاعی و نگهبانی طراحی شده که به مسیر ورودی جنوبی این روستا تسلط کامل دارد. در قسمت غربی این کوه خرمارود جریان دارد و در قسمت شرقی مسیری با اسم تنگه واقع شده است، این مسیر با اسم کهن تنگه چوناش یکی از مسیرهای اصلی عبور کاروان‌ها بوده است. در حال حاضر جاده‌ای فرعی از مسیر ارتباطی آزادشهر-شاهرود به سمت روستای کاشیدار و گرمه-جاجرم از این تنگه عبور می‌کند.

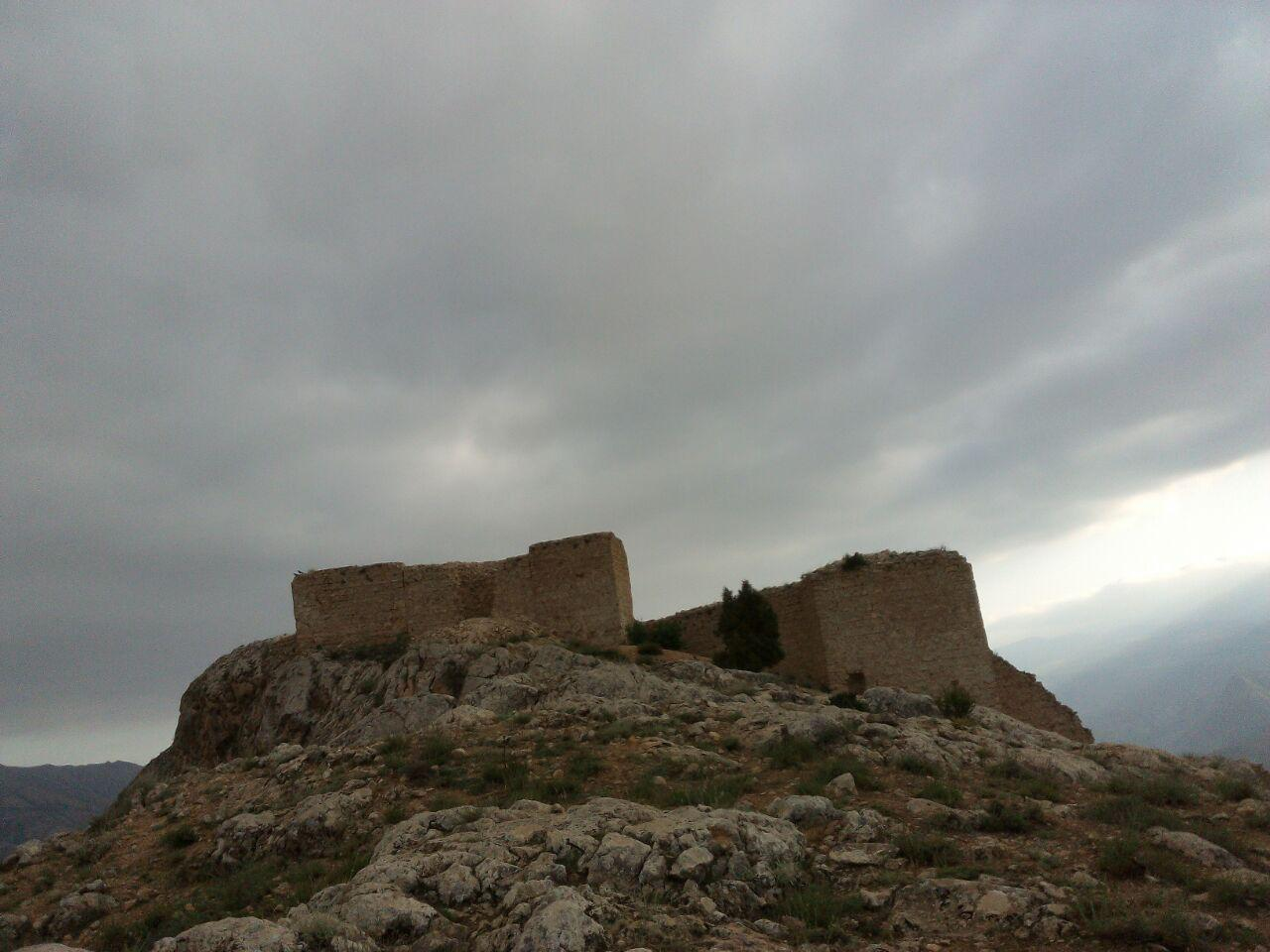
روستای کاشیدار- قزقلعه

### امامزاده ابوالقاسم حمزه بن موسی بن جعفر (ع)
امامزاده ابوالقاسم حمزه بن موسی بن جعفر (ع) از نوادگان امام موسی کاظم (ع) می‌باشد. حرم این امام زاده در کنار جاده اصلی و در داخل روستای کاشیدار واقع شده است. در اطراف آن قبرستانی بزرگ و قدیمی وجود دارد که درگذشتگان این روستا و روستاهای اطرافش در آن آرام گرفته‌اند. قدیمی‌ترین الواح مربوط به این قبرستان که بر روی آن‌ها تاریخ ثبت شده است، متعلق به سال ۱۲۶۰ می‌باشد.

### اَشک میدان (اَشْک میدان)
اشک میدان دشتی هموار و بزرگ در ارتفاعات روستای کاشیدار است، این دشت در شرق روستای کاشیدار و در کناره کوه زریوان واقع گردیده است. در این میدان وسیع آثاری از چاهی با قدمت زیاد وجود دارد که به مرور زمان بر اثر فرسایش طبیعی و تخریب انسانی از بین رفته است. در حال حاضر در این میدان چاهی عمیق وجود دارد که پیش از انقلاب توسط محیط زیست حفر شده است، بر روی این چاه قسمت‌هایی از پروانه بادی باقی مانده است، که در چند سال گذاشته برای استخراج آب و رفع تشنگی حیات وحش و دام استفاده شده است، این چاه همچنان داری آب می‌باشد.

در این میدان، قبرستانی بزرگ و کهن وجود دارد که نشانه از آثار زندگی و تمدن در این منطقه است، متأسفانه بسیاری از این قبرها توسط افراد سودجو تخریب و تخلیه شده‌اند. 

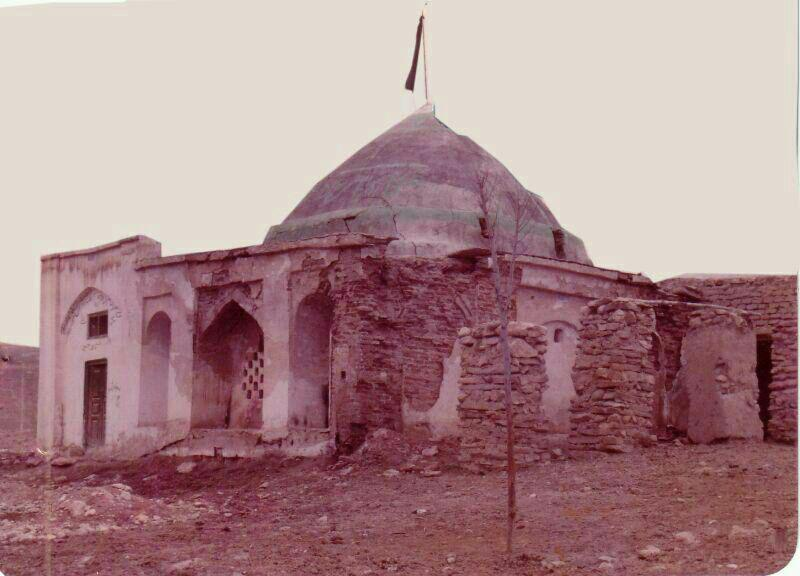
تصویری قدیمی از امام زاده ابولقاسم روستای کاشیدار (در حال حاضر بازسازی شده است)

### صخره سنگی دل خاتون
در قسمت جنوبی قله زریوان و ضلع شرقی اَشک میدان، صخره سنگی بزرگی وجود دارد که از دورتر به شکل انسان و خاتون دیده می‌شود. در بین اهالی این منطقه این صخره به دل خاتون معروف است و داستان‌های در زمینه پیدایش آن نقل می‌کنند.

## حرفه و پیشه

### کشاورزی
شغل اکثر مردم این روستا کشاورزی، دامداری و باغداری است. در این روستا محصولاتی مانند گندم، جو، عدس، سیب زمینی، لوبیا، گوجه و خیار کشت می‌شود. در سال‌های اخیر کشت زعفران در این منطقه رونق فراوانی گرفته است؛ و این منطقه را به یکی از قطب‌های تولید زعفران با کیفیت و صادراتی تبدیل کرده است. از جمله دلایل تمایل مردم به کشت رعفران، مصرف کم‌آب و درآمد کافی است. خاک مساعد این منطقه کیفیت زعفران تولیدی را افزایش داده است.

### دامداری
از دیروباز به علت وجود مراتع گسترده در این روستا، شغل دامداری در آن رونق فراوان داشته است. اگرچه در سالیان اخیر دامداری صنعتی و گاوداری در این منطقه رونق خوبی گرفته است، ولی همچنان دامداری سنتی و پرورش دام در کوه و دشت ادامه دارد. قدمت و ریشه دامداری در این روستای بر روی سبک زندگی مردم تأثیر بسازیی گذاشته است. بسیاری از صنایع دستی و غذاهای محلی این روستا سرمنشاء فراورده‌های دامی دارد.

### باغداری
باغداری، یکی از پیشه‌های مرسوم، قدیمی و درآمدزا در روستای کاشیدار است. در اطراف و داخل روستای کاشیدار باغ‌های زیاد وجود دارد. از جمله مهترین محصولات این منطقه گیلاس، آلوبخارا، آلبالو، زردآلو، هلو و گردو می‌باشد. ارتفاع این منطقه از سطح دریا و برخورداری از اقلیم کوهستانی و سردسیر، شرایط این منطقه را برای کشت آلبالو و گیلاس مطلوب ساخته است.